# 一本松駅 (埼玉県)
一本松駅（いっぽんまつえき）は、埼玉県鶴ヶ島市大字中新田にある、東武鉄道越生線の駅である。駅番号はTJ 41。

## 歴史

### 年表
- 1934年（昭和9年）12月16日：開業[1][2]。

### 駅名の由来
当駅より少し西北に行った所に五差路「一本松交差点」があり、ここの傍ら（地図で見ると北側）に生えていた一本の松の木に由来する。この松は見事な松だったと言われ、江戸時代には日光裏街道を行く旅人たちが振り返ってその松を眺めたことから「見返りの松」と言われていたという。この松は晩年は商店の前、地蔵の隣に立っていたが、1964年の東京オリンピックを控えた頃に交差する県道74号線、県道114号線それぞれの道路拡張計画が持ち上がり、これに合わせて切り倒されたということである。

## 駅構造

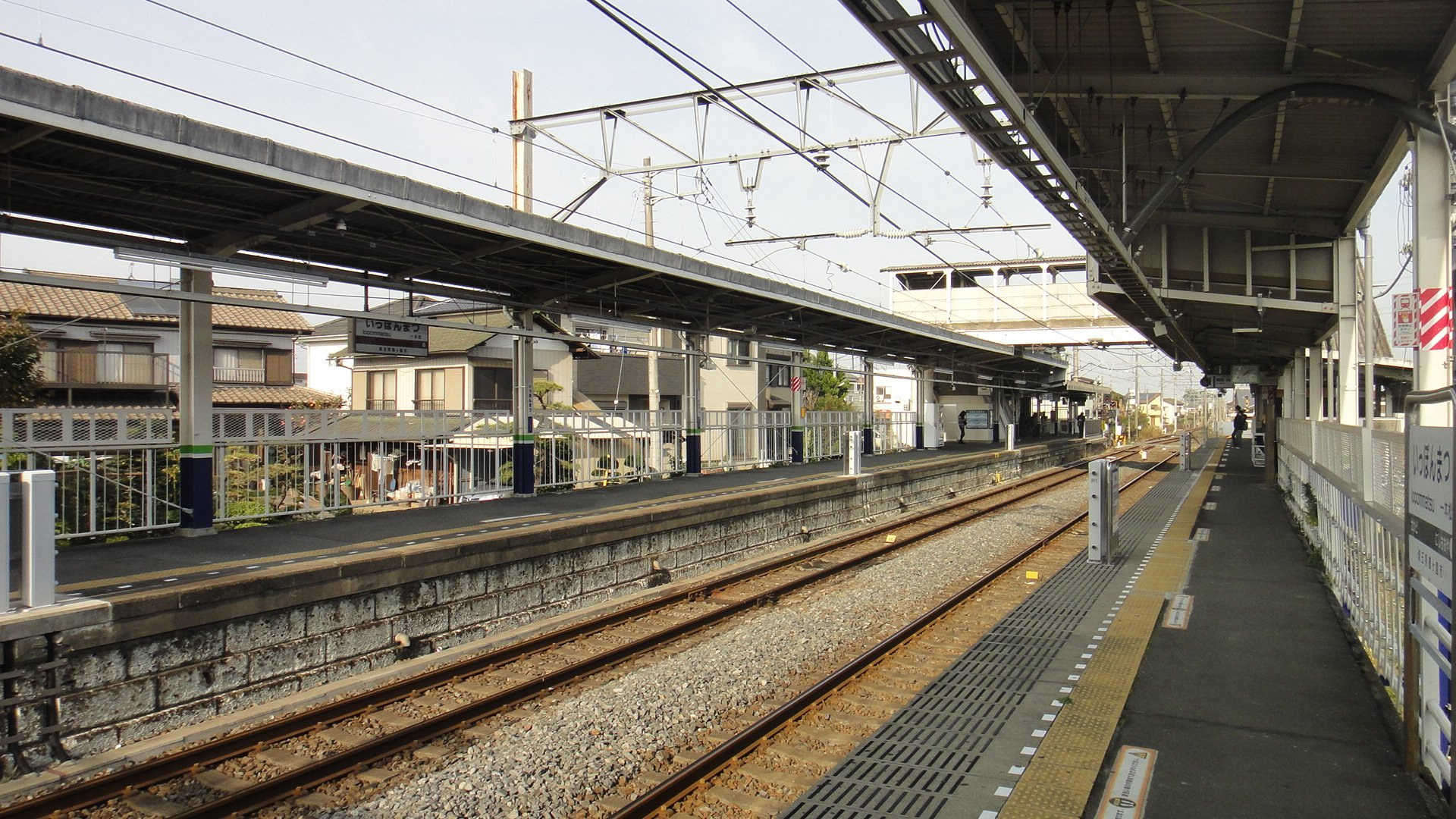
ホーム（2011年11月）

相対式ホーム2面2線を有する地上駅で、列車交換が可能。自動改札機設置。
駅舎は坂戸方面ホーム北端に立地し、越生方面ホームとの間は跨線橋で連絡している。トイレは坂戸方面ホーム側に設置されている。
係員が終日配置されているが、窓口が閉まることがある。その際、係員と話したり呼び出せるよう、窓口横にインターフォンが設置されている。
備考
- 最初は単式ホーム1面1線の構造であり、下り・越生方面行きホームと列車交換設備は後から設置された[注釈 1]。

### のりば
| 番線 | 路線   | 方向 | 行先     |
| ---- | ------ | ---- | -------- |
| 1    | 越生線 | 下り | 越生方面 |
| 2    | 越生線 | 上り | 坂戸方面 |

- 坂戸駅から先の東上本線は、坂戸駅で乗り換えとなる。

## 利用状況
2024年度の1日平均乗降人員は4,368人である。
近年の1日平均乗降人員の推移は下表のとおりである。
| 年度               | 1日平均 乗降人員 | 出典        |
| ------------------ | ---------------- | ----------- |
| 2015年（平成27年） | 4,157            | [ 東武 3 ]  |
| 2016年（平成28年） | 4,225            | [ 東武 4 ]  |
| 2017年（平成29年） | 4,258            | [ 東武 5 ]  |
| 2018年（平成30年） | 4,409            | [ 東武 6 ]  |
| 2019年（令和元年） | 4,451            | [ 東武 7 ]  |
| 2020年（令和02年） | 3,442            | [ 東武 8 ]  |
| 2021年（令和03年） | 3,849            | [ 東武 9 ]  |
| 2022年（令和04年） | 4,132            | [ 東武 10 ] |
| 2023年（令和05年） | 4,246            | [ 東武 11 ] |
| 2024年（令和06年） | 4,368            | [ 東武 1 ]  |

## 駅周辺
坂戸市との境界に近く比較的閑散としているが、駅前の道路は東武越生線の南北を行き交いする抜け道となっているため、朝夕に主として交通量が多いのに対して道路幅が狭いなどの問題を抱えている。また、駅の南側は当駅南口開設を目論んだ土地区画整理事業がなされ新興住宅地となっているが、南口開設については未定である。
- 坂戸市立大家公民館
  - 坂戸市役所大家出張所
  - 坂戸市立図書館 大家分館
- 坂戸市立大家小学校
- 鶴ヶ島市西公民館
  - 鶴ヶ島市立図書館 西分室
- 埼玉県立鶴ヶ島清風高等学校
- 鶴ヶ島市立西中学校
- 鶴ヶ島市立新町小学校
- 鶴ヶ島下新田郵便局
- 坂戸森戸郵便局
- 浅羽ビオトープ（駅より徒歩約25分）

## バス路線
最寄りのバス停は「一本松駅入口」停留所と「一本松駅南口」停留所であり、下記の各路線が発着する。
| 乗り場       | 運行事業者   | 系統                           | 行先                    | 備考 |
| ------------ | ------------ | ------------------------------ | ----------------------- | ---- |
| 一本松駅入口 | さかっちバス | さかっちバスおおや線           | 川角駅入口 / 坂戸市役所 |      |
| 一本松駅南口 | つるバス     | つるワゴン上新田・若葉駅西口線 | 池尻池公園 / 若葉駅西口 |      |
| 一本松駅南口 | つるバス     | つるワゴン東西線               | 鶴ヶ島駅西口            |      |

- 一本松駅入口（さかっちバス）： 駅から北に約200 m、セブン-イレブン坂戸一本松店付近のお地蔵さん辺り
- 一本松駅南口（つるワゴン）： 南側ロータリー

## 隣の駅
東武鉄道
 越生線
坂戸駅 (TJ 26) - 一本松駅 (TJ 41) - 西大家駅 (TJ 42)